# ماهر اليماني
ماهر اليماني (1949 - 21 فبراير 2019) قائد عسكري فلسطيني ولد في لبنان لعائلة لجأت من قرية سحماتا في قضاء عكا. هو شقيق القيادي في الجبهة الشعبية لتحرير فلسطين أحمد اليماني. درس ماهر الباكالوريا في طرابلس والتحق بحركة القوميين العرب عام 1966 وبالجبهة الشعبية عند تأسيسها عام 1967، وانضم إلى مجموعة "العمل الخارجي" بقيادة وديع حداد. كانت أولى العمليات التي نفذها اختطاف وتفجير طائرة إل عال في اليونان عام 1968، والتي اعتقل على إثرها. أطلق سراحه في صفقة تبادل، ثم أصبح السكرتير المرافق لجورج حبش بين عامي 1979 و1982.
توفي ماهر اليماني في بيروت يوم 21 فبراير 2019 إثر صراع مع مرض السرطان، مخلفا زوجته زينب وابنه حسين. وري الثرى في مقبرة الشهداء في بيروت.